# Werner Weihard
Werner Weihard (* 29. Juni 1957) ist ein ehemaliger deutscher Fußballspieler.

## Sportlicher Werdegang
Weihard entstammt der Jugend des ESV Ingolstadt-Ringsee. Für den Klub lief er ab Mitte der 1970er Jahre in der Bayernliga auf und schaffte als Ergänzungsspieler mit der Mannschaft am Ende der Spielzeit 1978/79 den Aufstieg in die 2. Bundesliga. Diese Rolle hatte er auch in den folgenden zwei Spielzeiten im Profifußball inne. Nach seinem Profidebüt im Dezember 1979 als Einwechselspieler für Hartmut Höcher bei der 1:3-Niederlage gegen den Tabellenvorletzten SV Röchling Völklingen stand er im übernächsten Saisonspiel beim 1:1-Remis bei Wormatia Worms erstmals unter Trainer Horst Pohl in der Startelf, verlor den Posten aber nach einer 0:10-Auswärtsklatsche beim Karlsruher SC am folgenden Spieltag wieder. Insgesamt bestritt er in seiner ersten Spielzeit vier Saisonspiele, dem ein Kurzeinsatz als Einwechselspieler bei der 1:7-Auftaktniederlage gegen den KSV Hessen Kassel in der anschließenden Spielzeit folgte. Nach dem Abstieg in die Bayernliga am Ende der Zweitligasaison 1980/81 lief er für den Klub dort mindestens bis zur Spielzeit 1984/85 auf.